# Богданівка (Долинська міська громада)
Богдані́вка — село в Україні, у Долинській міській громаді Кропивницького району Кіровоградської області. Населення становить 515 осіб. Колишній центр Богданівської сільської ради.

## Населення
У 1951 році сюди було виселено 8 сімей з села Довге-Калуське.
Згідно з переписом УРСР 1989 року чисельність наявного населення села становила 588 осіб, з яких 272 чоловіки та 316 жінок.
За переписом населення України 2001 року в селі мешкали 522 особи.

### Мова
Розподіл населення за рідною мовою за даними перепису 2001 року:
| Мова       | Відсоток |
| ---------- | -------- |
| українська | 94,37 %  |
| російська  | 4,47 %   |
| білоруська | 1,17 %   |